# Pčinja (district)
Pčinja (Servisch: Пчињски округ, Pčinjski okrug) is een district in het zuiden van de regio Centraal-Servië. De hoofdstad is Vranje.

## Gemeenten
Pčinja bestaat uit de volgende gemeenten:
- Vladičin Han
- Surdulica
- Bosilegrad
- Trgovište
- Vranje
- Bujanovac
- Preševo

## Bevolking
De bevolking bestaat uit de volgende etnische groepen:
- Serven: 147.046 (64,58 %)
- Albanezen: 54.795 (24,07 %)
- Roma: 12.073 (5,3 %)
- Bulgaren: 8491 (3,73 %)